# CS/AR1型反蛙人火箭炮
CS/AR1型55毫米反蛙人火箭炮是一款由中华人民共和国兵器装备集团所研製和生產的反蛙人多管火箭炮，在2014年中國國際航空航天博覽會北方工业公司的展区中首度展出，發射55毫米反蛙人火箭彈。

## 概述
CS/AR1与俄羅斯DP-65A在外观与功能都相似，都是左右各具有5根、总共10根的反蛙人火箭發射管，和安裝用於反蛙人對舰艇行動的近区防卫武器系统装备。
在存在海洋国土争端，宵小国家不稳、局势复杂的地方，水面和水下的威胁日益严重。保障岛礁的水域安全，避免水下破坏分子发动袭击显得重要。比如越共蛙人部队，甚至有著將美国的“卡德”号航空母舰炸伤的战功。2014年5月，越南亦曾派出蛙人放置渔网、大型漂浮物等，在西沙中国钻井平台挑起事端，对中国方面的作业安全构成严重威胁。
CS/AR1采用单射、组射或齐射模式，在舰艇驻泊、锚泊时能有效歼灭蛙人等水下近区小型运动目标，以保证舰艇自身的安全。反蛙人火箭炮系统主要由反蛙人火箭炮、发控设备、反蛙人高爆杀伤弹等组成。
CS/AR1的系统采用模块化设计，面积緊湊，适装性广泛。各个部件都采用了快速组装技术以便装拆。该系统采用了全数字控制技术而且有著一定的故障自诊断能力，具有响应速度快、高精度、高度的智能化和良好的维修性。
目前已知CS/AR1部署在永暑礁以上、安装在中国辽宁号航空母舰和柳州号导弹护卫舰以上，并將會裝在055型导弹驱逐舰以上。

## 資料來源
1. ↑  .   [2019-10-29].[永久]

## 外部連結
- （英文）—Navy Recognition—Zhuhai Airshow: Norinco unveils the CS/AR1 55mm Anti-Frogman Rocket Launcher（页面存档备份，存于）
- （英文）—IHS Jane's 360.com—Airshow China 2014: Norinco unveils CS/AR-1 55 mm anti-frogman system（页面存档备份，存于）
- （简体中文）—铁血网—CS/AR1型55毫米反蛙人火箭炮（页面存档备份，存于）
- （简体中文）—中国隐秘反蛙人火箭表态航展：越南惊愕